# Ceny české filmové kritiky 2016
Ceny české filmové kritiky 2016 je sedmý ročník Cen české filmové kritiky.

## Ceny a nominace

### Nejlepší film
- Rodinný film — Jiří Konečný
- Lichožrouti — Ondřej Trojan
- Já, Olga Hepnarová — Vojtěch Frič, Tomáš Weinreb a Petr Kazda

### Nejlepší dokument
- Normální autistický film — Miroslav Janek
- Zkáza krásou — Helena Třeštíková a Jakub Hejna
- FC Roma — Rozálie Kohoutová a Tomáš Bojar

### Nejlepší režie
- Já, Olga Hepnarová — Tomáš Weinreb a Petr Kazda
- Nikdy nejsme sami — Petr Václav
- Rodinný film — Olmo Omerzu

### Nejlepší scénář
- Rodinný film — Olmo Omerzu a Nebojša Pop-Tasić
- Já, Olga Hepnarová — Tomáš Weinreb a Petr Kazda
- Prach – Vít Zapletal a Václav Hrzina

### Nejlepší ženský herecký výkon
- Já, Olga Hepnarová — Michalina Olszańska
- Učitelka — Zuzana Mauréry
- Rodinný film — Vanda Hybnerová

### Nejlepší mužský herecký výkon
- Nikdy nejsme sami — Miroslav Hanuš
- Teorie tygra — Jiří Bartoška
- Rodinný film — Karel Roden

### Audiovizuální počin
- Já, Olga Hepnarová — Adam Sikora (kamera)
- Lichožrouti — Galina Miklínová (animace)
- Rodinný film — Lukáš Milota (kamera)

### Mimo kino
- Pustina — Ivan Zachariáš, Alice Nellis a Štěpán Hulík
- Happy End — Jan Saska
- Semestr — Adam Sedlák a Ondřej Kopřiva

### Cena Innogy — Objev roku
- Já, Olga Hepnarová —  Tomáš Weinreb a Petr Kazda
- Happy End — Jan Saska
- Semestr — Adam Sedlák, Ondřej Kopřiva a Jakub Jíra